# TWM
TWM is een Italiaans motorfietsmerk dat vanaf 1976 op de markt kwam met lichte cross- en terreinmotoren. Het bedrijf was gevestigd in Piacenza.